# Cities (Spiel 2024)
Cities ist ein strategisches Legespiel der Spieleautoren Steve Finn und Phil Walker-Harding für zwei bis vier Mitspieler aus dem Jahr 2024. Bei dem Spiel bauen die Mitspieler jeweils ein neues Stadtgebiet einer vorgegebenen Großstadt auf und erfüllen dabei verschiedene Aufgaben. 2025 wurde es auf die Empfehlungsliste zum Spiel des Jahres aufgenommen.

## Thema und Ausstattung
Bei dem Spiel handelt es sich um ein Legespiel, bei dem die Mitspieler jeweils versuchen, ein neues Stadtgebiet einer vorgegebenen Großstadt aufzubauen und dabei verschiedene Vorgaben zu erfüllen, über die sie Siegpunkte bekommen. Sie haben dafür acht Runden Zeit, in denen sie jeweils Stadtfelder anbauen, Landschaftsplättchen und Gebäudeteile platzieren und neue Aufträge annehmen. Sieger des Spiels ist, wer am Ende die meisten Punkte hat.
Das Spielmaterial besteht neben der Spielanleitung aus:
- einem Spielplan,
- vier doppelseitigen Stadtentwicklungsplänen (acht Städte: Barcelona/Buenos Aires, Lissabon/Venedig, Sydney/Mexiko-Stadt, Rio de Janeiro/New York City),
- einem Startspielermarker,
- 36 Stadtfeldern,
- 48 Landschaftsplättchen,
- 32 Auftragskarten,
- 100 Gebäudeteilen in einem Stoffbeutel,
- vier Übersichtskarten,
- vier Start-Stadtfeldern,
- 32 Spielfiguren, je acht pro Farbe,
- 12 Markierungsringen, je drei pro Farbe, und
- vier Punktemarkern in vier Farben.

## Spielweise
Zu Beginn des Spiels wird der Spielplan in der Tischmitte ausgelegt. Die Spieler entscheiden sich für eine der acht möglichen Städte und platzieren den entsprechenden Stadtentwicklungsplan in die Aussparung des Spielplans. Die Auftragskarten werden gemischt und verdeckt auf das entsprechende Spielplanfeld gelegt, ebenso die Stadtfelder und die Landschaftsplättchen. Die Gebäudeteile kommen in den Stoffbeutel und werden dort durchmischt. Jeder Mitspieler bekommt eines der Start-Stadtfelder, das er offen vor sich legt, sowie das Spielmaterial in seiner Spielerfarbe, wobei im Spiel mit drei oder vier Spielern nur jeweils vier der Spielfiguren benötigt werden und im Spiel zu zweit alle acht. Zuletzt wird ein Spieler bestimmt, der in der ersten Runde als Startspieler den Sternmarker erhält.
Das Spiel wird reihum über acht Runden gespielt, jeweils beginnend mit dem Startspieler. Zu Beginn jeder Runde werden drei Auftragskarten offen und eine verdeckt, drei Stadtfelder offen und eien verdeckt sowie die angegebene Anzahl von Landschaftsplättchen und Gebäudeteilen auf den Spielplan gelegt.
Der jeweils aktive Spieler kann sich zu Beginn seines Zuges aussuchen, ob er eine ausliegende Auftragskarte, ein Stadtfeld, ein oder zwei Landschaftsplättchen oder zwei bis vier Gebäudeteile entsprechend des ausliegenden Materials nimmt. Er platziert eine seiner Spielfiguren auf das entsprechende Spielfeld und nimmt das Material an sich. Danach baut er das Material in sein entstehendes Stadtviertel wie folgt ein:
- eine Auftragskarte wird offen ausgelegt. Sie zeigt an, für welche Aufgabe der Spieler wie viele Punkte bekommt.
- ein Stadtfeld wird direkt an das entstehende Stadtviertel angelegt, wobei das neu erhaltene Feld vertikal oder horizontal an ein bereits ausliegendes Feld (einschließlich des Startfeld) angelegt werden muss. Durch die aufgedruckten vier Bereiche bilden sich Gewässer, Parks und Bebauungsgebiete. Das Stadtviertel darf nie größer werden als jeweils drei Felder in der Breite und Höhe.
- die Landschaftsplättchen werden auf die bereits legenden Stadtfelder gelegt und bedecken je nach Typ ein Gewässer-, ein Park- oder ein Bebauungsfeld. Es gibt jeweils vier verschiedene Landschaftsplättchen für Gewässer und Parkgebiete sowie graue Joker-Plättchen für Bebauungsflächen, mit denen die Farben der darauf zu platzierenden Gebäude frei wählbar sind. Zudem gibt es Denkmalplättchen, die ebenfalls auf Bebauungsfelder gesetzt werden.
- die Gebäudeteile werden auf Bebauungsflächen mit der entsprechenden Farbe oder auf bereits platzierte gleichfarbige Gebäude platziert. Ein Gebäude darf dabei bis zu vier Stockwerke hoch gebaut werden. Wählt ein Spieler das letzte Feld der Auslage mit nur zwei Gebäudeteilen, bekommt er zugleich den Startspielermarker für die nächste Runde.

Durch die Platzierung der verschiedenen Materialien werden Aufträge erfüllt, die am Spielende Punkte bringen. Durch den ausliegenden Stadtentwicklungspaln werden jeweils drei Aufträge an alle Spieler vergeben und sie können diese nach Erreichen durch ihre Markierungsringe kennzeichnen. Dabei bekommen hier diejenigen am meisten Punkte, die den jeweiligen Auftrag am schnellsten erfüllen konnten. Durch die Auftragskarten kommen weitere Aufträge hinzu, die die Spieler am Spielende auswerten.
Das Spiel endet nach acht Runden, wenn alle Spieler ihre Spielfiguren platziert und die damit erhaltenen Materialien eingebaut haben. Danach kommt es zur Abrechnung und die Spieler erhalten Punkte:
- Punkte für die Stadtentwicklungspläne, auf denen sie ihre Markierungen platziert haben,
- Punkte für erfüllte Auftragskarten,
- Punkte für jeweils verschiedene Landschaftsplättchen auf den Gewässern und Parkflächen. Dabei bekommen sie für 1/2/3 oder 4 verschiedene Plättchen jeweils 1/3/6 oder 10 Punkte.
- jeweils 2 Punkte für platzierte Denkmalplättchen

Gewinner ist der Spieler mit den meisten Punkten nach der Endabrechnung.

## Veröffentlichung und Rezeption
Das Spiel Cities wurde von den Spieleautoren Steve Finn und Phil Walker-Harding entwickelt und 2024 bei dem spanischen Verlag Devir veröffentlicht. Im gleichen Jahr erschienen Versionen auf Englisch, Portugiesisch, Russisch, Tschechisch, Polnisch, Italienisch, Französisch, Niederländisch und Chinesisch, 2025 folgten Versionen auf Ungarisch, Japanisch und Deutsch. Die deutsche Ausgabe veröffentlichte der Verlag Kosmos Spiele.
Das Spiel wurde in den Kritiken weitgehend positiv aufgenommen. Der Spielekritiker Harald Schrapers bewertete das Spiel mit 5 von 6 möglichen Würfelaugen. Er vermerkte, das Spiel „verzichte auf überraschende Neuerungen und beschränkt sich darauf, bewährte Spieleelement auf den Punkt zu bringen. Und genau deshalb wird das Spiel viele Fans bekommen, die einfach nur ein gemütlich-unspektakuläres Erlebnis suchen.“ Er schreibt zudem, „typisch für Cities [sei], dass wir hier ungestört in unserer privaten Auslage unsere städtebaulichen Pläne verwirklichen“ und vergleicht dabei das „immer etwas solitäre Vorgehen“ mit dem fast zeitgleich erschienenen und eher kompetitiven Spiel Tower up, dessen „direkter Wettstreit […] als vergleichsweise altmodisch abqualifiziert werde.“ Nach Stefan Duksch ist das Spiel „zumindest für Menschen, die weniger spielen, […] eine Empfehlung. Man hat die Regeln schnell wieder parat, das Basteln ist hübsch, die Dauer übersichtlich, die Wertung bewältigt man gemeinsam.“ Zugleich schreibt er, „doch wer etwas mehr spielen möchte, der reklamiert dann doch recht bald, dass dies zwar schön, aber auch schön übersichtlich ist“ und deklariert es als „nett“.
Cities wurde 2025 in die Empfehlungsliste zum Spiel des Jahres aufgenommen.
Bereits 2024 erschienen mehrere Mini-Erweitungen in Form von neuen Stadtentwicklungsplänen verschiedener Städte als Promos für die jeweiligen Länderausgaben. Dabei handelte es sich um Essen/Indianapolis, Amsterdam/Antwerpen für die niederlndische Ausgabe von 999 Games, Praha/Brno für die tschechische Ausgabe, Warszawa/Kraków für die polnische Ausgabe, Paris/Nancy als Beilage der französischen Spielezeitschrift Plato Magazine, Moscow/Sankt Petersburg für die russische Ausgabe und 2025 Hamburg/Berlin für die deutsche Version.

## Belege
1. 1 2 3 4 5 6 7  
Spielanleitung Cities, Kosmos Spiele 2025
2. ↑  
Versionen von Cities in der Spieledatenbank BoardGameGeek (englisch); abgerufen am 12. Juli 2025.
3. 1 2  
Harald Schrapers: Cities, Rezension auf gamesweplay.de, abgerufen am 12. Juli 2025.
4. ↑  
Stefan Duksch: Cities, Rezension auf „Duksch spielt“, 5. Juli 2025; abgerufen am 12. Juli 2025.
5. ↑  
Cities auf der Website des Spiel des Jahres e.V., abgerufen am 12. Juli 2025.